# Carosello Carosone (film)
Carosello Carosone è un film per la televisione del 2021 diretto da Lucio Pellegrini e basato sulla vita del musicista Renato Carosone, in omaggio al centenario della sua nascita. È liberamente ispirato al libro biografico Carosonissimo di Federico Vacalebre.

## Trama
New York, 1958. Renato Carosone sta provando i brani del concerto che terrà alla Carnegie Hall, dove suonano numerosi artisti di eccezionale rilievo: è la sua consacrazione internazionale e quella del Sestetto, del quale fa parte anche l'eclettico batterista Gegè Di Giacomo. Al piano, Renato ricorda i momenti più importanti della sua vita.
Napoli, 1937. Il diciassettenne Renato si diploma da privatista al Conservatorio di San Pietro a Majella in pianoforte con il maestro Alberto Curci. Per questa occasione suo padre Antonio gli regala un prezioso giradischi, ed è grazie alla musica americana che ascolta per mezzo di esso che Renato trae ispirazione per le proprie composizioni. Dopo un'esperienza a teatro, Renato viene scritturato dal capocomico Aldo Russo, appena tornato dagli Stati Uniti d'America, come pianista-arrangiatore della sua compagnia diretta a Massaua, in Eritrea. La compagnia si esibisce nel ristorante-teatro Da Mario, ma il repertorio interamente napoletano non viene gradito dal pubblico di trasportatori del nord Italia, che preferisce un gruppo di ballerine, e ben presto il gruppo si scioglie.
Nel 1940, un anno dopo lo scoppio della seconda guerra mondiale, mentre è diretto ad Asmara con un collega, Renato viene minacciato coi fucili da alcuni indigeni che lo credono una spia, ma si salva suonando la fisarmonica, che i rapitori credevano fosse una ricetrasmittente. Giunto in città, Renato inizia a suonare al Teatro Odeon gestito dal cugino Antonio, ed è proprio all'Odeon che conosce e s'innamora della ballerina veneziana Italia Levidi (che aveva già scorto allo sbarco a Massaua), già madre di un bambino, Pino, che vive a Roma con la nonna. Nonostante ciò, Renato decide di sposarla comunque e di adottarne il figlio dandogli il suo cognome.
Napoli, 1946. Renato torna a casa e presenta la sua nuova famiglia al padre Antonio, al fratello Ottavio e alla sorella Olga. Renato trova la sintesi musicale che cercava: tradizione napoletana e ritmi jazz, e dà vita alla band che rivoluzionerà la musica nostrana. Il successo è immediato e proietta la band in un'avventura che li vede protagonisti nei locali più in voga: dallo Shaker di Napoli fino, nel 1953, allo scintillante Caprice, cuore del jet-set milanese. Il Sestetto viene chiamato a inaugurare le trasmissioni della televisione italiana il 3 gennaio 1954; successivamente il chitarrista olandese Peter Van Wood decide di lasciare la band per dedicarsi alla carriera da solista. La band comincia delle proficue collaborazioni con i parolieri Mariano Rapetti e Nicola Salerno. 
La fama è ormai inarrestabile e Renato, dopo numerosi successi riscossi in tutta Europa, parte con il Sestetto per la loro prima tournée oltre confine, che culmina nel trionfo alla Carnegie Hall di New York. Il 7 settembre 1959, Renato annuncia in televisione l'intenzione di ritirarsi dalle scene, passando il testimone a Gegè.
(Epilogo nei titoli di coda)

## Produzione
Il film su Renato Carosone, targato Rai, si pone l'obiettivo di raccontare l'avventura professionale del musicista italiano più famoso al mondo. La pellicola prende il nome proprio dal primo album di Renato Carosone e il suo Quartetto, Carosello Carosone, pubblicato nel 1954.
Le riprese si sono svolte tra le città di Napoli e Roma nel mese di ottobre 2020.

## Accoglienza
Il film è stato trasmesso in prima visione su Rai 1 il 18 marzo 2021, registrando una media di 5 518 000 telespettatori pari al 22,9% di share.

## Riconoscimenti
- 2021 – Nastro d'argento[5]
  - Migliore colonna sonora a Stefano Bollani
- 2021 – Premio Flaiano[6]
  - Migliore sceneggiatura a Giordano Meacci e Francesca Serafini